# Spieringen
Spieringen (Osmeridae) zijn een familie van kleine anadrome en straalvinnige vissen uit de orde van de Spieringachtigen (Osmeriformes). De familie bestaat uit zo'n zestien soorten in zes geslachten. 

## Kenmerken
De vissen bereiken doorgaans een lengte van 15 centimeter en is een voedselbron voor zalmen (Salmonidae) en Amerikaanse meerforel. Het zijn soorten die sportvissers mogen vangen met netten, zowel langs de kustlijn als in de stromen. Sommige sportvissers ijsvissen ook op de spieringen. Spieringen worden vaak gebakken en geheel gegeten.

## Eieren
De eieren van de spieringen zijn oranje van kleur en worden vaak gebruikt voor het opmaken van sushi.

## Verspreiding en leefgebied
Ze komen algemeen voor in de Grote Meren in de Verenigde Staten en zwemmen in grote scholen langs de kustlijn gedurende hun voorjaarsmigratie naar hun stromen, waar ze kuit schieten.

## Geslachten
- Allosmerus Hubbs, 1925
- Hypomesus Gill, 1862 (onder andere Amerikaanse spiering)
- Mallotus Cuvier, 1829 Lodde
- Osmerus Linnaeus, 1758 (onder andere gewone spiering)
- Spirinchus Jordan et Evermann, 1896
- Thaleichthys Girard, 1858